# Lamona (település)
Lamona az Amerikai Egyesült Államok északnyugati részén, Washington állam Lincoln megyéjében elhelyezkedő önkormányzat nélküli település.
Lamona postahivatala 1895 és 1985 között működött. A település névadója J. H. Lamona kereskedő.

## Fordítás
- Ez a szócikk részben vagy egészben  a   Lamona, Washington című angol Wikipédia-szócikk ezen változatának fordításán alapul.  Az eredeti cikk szerkesztőit annak laptörténete sorolja fel. Ez a jelzés csupán a megfogalmazás eredetét és a szerzői jogokat jelzi, nem szolgál a cikkben szereplő információk forrásmegjelöléseként.